# Акерман, Кевин
Ке́вин Ро́берт А́керман (швед. Kevin Robert Ackermann; родился 24 мая 2001 года, Швеция) — шведский футболист, полузащитник клуба «Броммапойкарна» и сборной Швеции.

## Клубная карьера
Акерман — воспитанник клуба «Хеккен». 14 августа 2017 года в матче против «Сундсвалль» он дебютировал в Аллсвенскан лиге.

## Международная карьера
В 2018 году в составе юношеской сборной Швеции Акерман принял участие в юношеском чемпионате Европы в Англии. На турнире он сыграл в матчах против команд Словении, Норвегии, Португалии и Италии.